# Tossals d'Almatret

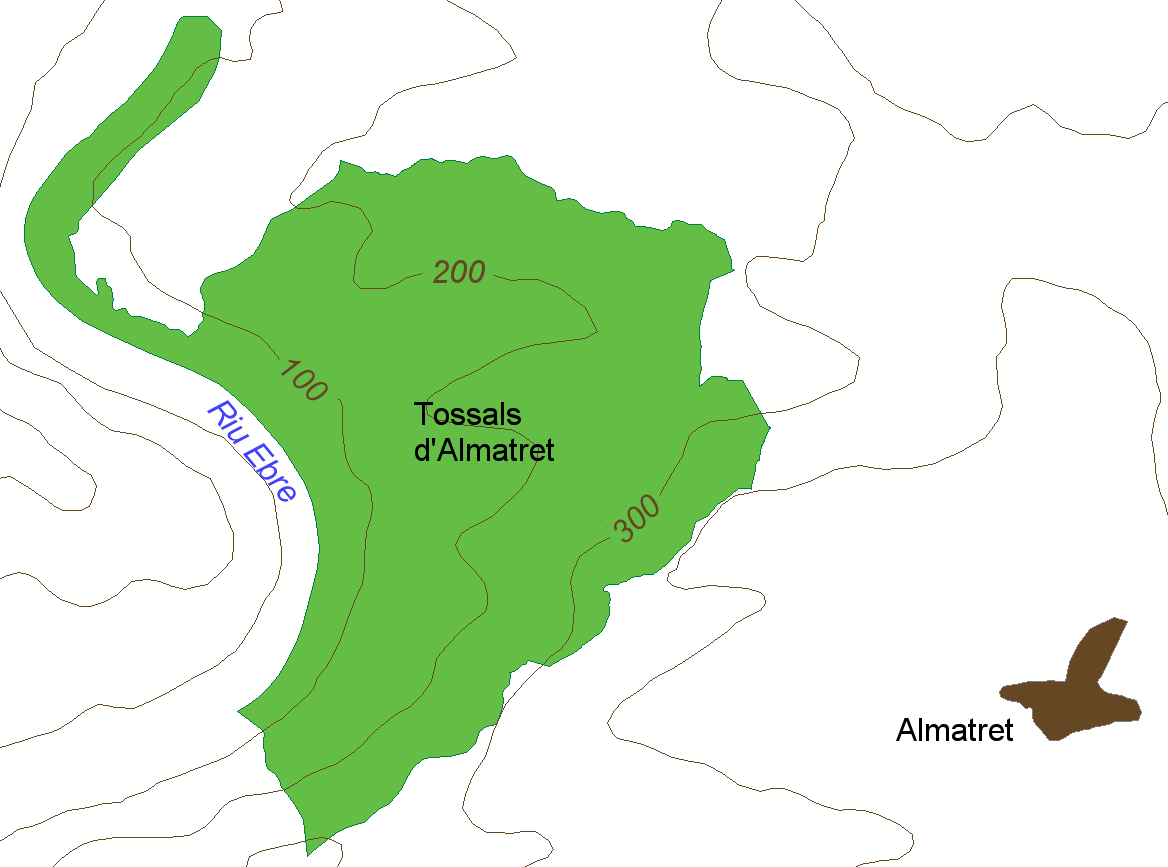
Situació dels Tossals d'Almatret

Els Tossals d'Almatret són un espai d'interès natural de Catalunya (PEIN), situat íntegrament dins del municipi d'Almatret, Segrià. Són un conjunt de costers calcaris sobre l'Ebre, aigües avall de la confluència del Segre, que comprenen la part oriental de la ribera de l'Ebre entre el barranc de la Canota a Mequinensa i el límit amb l'Aragó. L'espai ocupa 917,5 ha amb un perímetre de 19,8 km (5,5 dels quals formen la frontera amb l'Aragó en aquesta zona, resseguint l'Ebre), i fou declarat espai d'interès natural en el DOGC nº 3191 de 26 de juliol de 2000. D'altra banda, i conjuntament amb l'espai natural de Riba-roja, forma part de la xarxa Natura 2000.
Antigament d'usos miners de la zona de la conca carbonífera de Mequinensa, conserven una bona mostra del paisatge de pineda, sobretot a les obagues, com també importants illots forestals; la part no cultivada està coberta per un bosc poc dens de pi blanc, amb sotabosc de màquies continentals de garric (Quercus coccifera) i arçot (Rhamnus lycioides), i de brolles calcícoles. Acull una àrea de gran importància biogeogràfica com a centre de conservació d'espècies endèmiques; altres espècies botàniques de l'àrea són Genista biflora, Digitalis obscura, Veronica tenuifolia i Teucrium aragonense.
Pel que fa a la fauna, se n'hi pot trobar d'aqüícola (llúdrigues, silurs, bavoses de riu, trenques (Lanius minor), cignes) o de terrestre (cérvols, cabres salvatges, rat penats).
L'Espai Natural Protegit dels Tossals d'Almatret va ser incorporat al PEIN pel Decret 328/1992, pel qual s'aprovava el PEIN. Aquest Espai va ser declarat per primera vegada com a LIC el 1997 i com a ZEPA el 2005; posteriorment va ser ampliat com a espai Natura 2000 mitjançant l'Acord del Govern 112/2006, de 5 de setembre, que va aprovar la xarxa Natura 2000 a Catalunya (DOGC 4735, de 6-10-2006).

## Medi físic
Espai format per un conjunt de costers abruptes que desaigüen a l'Ebre i que defineixen un paisatge característic a l'entorn del riu. Terra de relleus calcaris, poc plujosa i de clima relativament temperat. El relleu es manifesta en una atenuació progressiva del grau de continentalitat extrema, factor que es reflecteix en el poblament vegetal, situat a la transició entre el país de la màquia continental i del carrascar.
- Impacte :El principal impacte destacable és l'acumulació de runams o restes d'antigues mines que apareixen als vessants de l'Espai i cauen cap al riu Ebre.

- Vulnerabilitat natural: Algunes àrees presenten problemes amb un risc d'erosió elevat. De retruc, cal assenyalar la vulnerabilitat de diverses comunitats i espècies de caràcter mediterraneoestèpiques.[1]

## Biodiversitat
La funció principal dels espais naturals protegits de Catalunya és conservar mostres representatives de la fauna, la flora i els hàbitats propis del territori, de manera que es puguin desenvolupar els processos ecològics que donen lloc a la biodiversitat (l'àmplia varietat d'ecosistemes i éssers vius: animals, plantes, els seus hàbitats i els seus gens). Els tossals d'Almatret es troben a les serres marginals de la depressió Central de ponent i mostren el trànsit entre les màquies continentals i el carrascar. Conserven un bon paisatge de pineda, així com illots forestals d'interès.

### Vegetació
La part de l'Espai no cultivada està coberta per un bosc poc dens de pi blanc (Pinus halepensis), amb sotabosc de màquies continentals de garric i arçot (Rhamno-Cocciferetum) i de brolles calcícoles (Rosmarino-Ericion) .
Les pinedes prenen un gran desenvolupament a les obagues, sovint enriquides amb plantes més marítimes com Viburnum tinus i Pistacia lentiscus. Als solells, les pinedes perden importància i, junt a les màquies i brolles, hi apareixen llistonars i erms terofítics amb caràcters d'una continentalitat més acusada. Aquest Espai presenta l'interès de conservar una bona mostra del paisatge de pineda, com a importants illots forestals situats en un país on el bosc és molt rar. L'espai d'Almatret acull una àrea de gran importància biogeogràfica com a centre de conservació d'espècies endèmiques. En aquests boscos troben refugi espècies tan dignes d'atenció com Genista biflora, Digitalis obscura, Verònica tenuifolia, Teucrium aragonense, etc.

### Fauna
La situació d'aquest Espai forestal a les vores del riu Ebre ofereix una diversitat de biòtops característics que fan possible la vida d'una fauna rica i variada. Pel que fa als vertebrats, hi són presents espècies lligades a ambients estèpics i d'altres típicament mediterrànies: còlit negre (Oenanthe leucura), gaig blau (Coracias garrulus), llangardaix ocel·lat (Lacerta lepida) i escurçó ibèric (Vipera latasti). De la fauna invertebrada, poc coneguda, s'ha de remarcar la presència d'algunes espècies rares d'insectes heteròpters.

## Economia
En aquest Espai, s'hi duen a terme bàsicament activitats agrícoles i hi ha petites parcel·les de conreus arboris de secà (ametllers i oliveres). També s'hi practica la caça. Antigament presentava petits aprofitaments miners i per això s'hi troben les edificacions mineres. El travessen diverses pistes i camins que contenen algunes construccions agropecuàries.
Usos del sòl
- Boscos - 44,30%
- Vegetació arbustiva i herbàcia - 42,61%
- Aigües continentals - 11,15%
- Terres agrícoles i àrees antròpiques - 1,94%[1]